# Louis Barrère
Pour les articles homonymes, voir Barrère.
Pas d'image ? Cliquez ici

a Compétitions nationales et continentales officielles uniquement.

Dernière mise à jour le 31 août 2024.
Louis Barrère, né le 5 février 2001 à Bayonne, est un joueur français de rugby à XV évoluant au poste de talonneur.

## Biographie
Né à Bayonne, Louis Barrère grandit dans les Landes et commence la pratique du rugby à XV au sein de l'AS Soustons en 2006 avant de rejoindre les cadets de l'US Dax en 2015.
En 2019, il quitte les Landes pour les Pyrénées-Atlantiques voisines, intégrant le centre de formation de la Section paloise,.
À la fin de son parcours dans le Béarn et sans opportunité, il fait son retour au sein de l'US Dax, afin d'évoluer dans l'équipe première évoluant en Nationale, signant un contrat d'une année plus une optionnelle ; sa venue a lieu via Emmanuel Maignien, responsable du centre de formation palois et ancien dacquois, et Jean-Frédéric Dubois, manager de l'US Dax. Troisième dans la hiérarchie des talonneurs, il évolue en rotation avec les deux titulaires fréquents après une période d'indisponibilité à l'automne, puis plus régulièrement après une blessure à son poste. L'exercice sportif se clôt sur une promotion en Pro D2 et un titre de vice-champion, Barrère participant à la finale concédée contre le Valence Romans DR. Son contrat est alors reconduit pour deux saisons supplémentaires, lui permettant de disputer les premières rencontres de sa carrière au niveau professionnel. En cours de saison 2024-2025, son contrat est prolongé pour deux années supplémentaires.

## Palmarès
- Championnat de France de Nationale :
  - Vice-champion : 2023 avec l'US Dax.